# Cabo Tambor
Das Cabo Tambor (spanisch) ist ein Kap im Osten der Adelaide-Insel westlich der Antarktischen Halbinsel. Es liegt nördlich von Sorge Island, südsüdöstlich der Hansen-Insel sowie nordöstlich des Mount Bodys und markiert westlich den Übergang vom Tickle Channel zur Meerenge The Gullet.
Argentinische Wissenschaftler benannten es. Der weitere Benennungshintergrund ist nicht überliefert.